# Katti Frederiksen
Katti Frederiksen (née le 12 mars 1982 à Narsaq) est une écrivaine, poétesse, linguiste et femme politique groenlandaise affiliée au parti Siumut.

## Biographie
Katti Frederiksen est née en 1982. Elle grandit à Narsaq avant d'emménager en 2004 à Nuuk pour étudier la langue, la littérature et les médias à Ilisimatusarfik. Après sa licence obtenue en 2007, elle obtient une maitrise universitaire en 2011, en partie après un séjour à l'étranger à l'université de l'Alaska à Fairbanks. De 2007 à 2008, elle est enseignante de groenlandais au lycée. De 2008 à 2015, elle travaille chez Oqaasileriffik, dont elle prend ensuite la direction jusqu'en 2020. Elle est propriétaire de l'éditeur de livres pour enfants Iperaq. De 2018 à 2020, elle gère un café à Nuuk. 

### Politique
Le 5 novembre 2020, elle est nommée ministre de l'Éducation, de la Culture et de l'Église dans le cabinet Kielsen VI (en) où elle succède à Ane Lone Bagger, qui avait démissionné l'été précédant. Elle ne  s'est auparavant jamais présentée à une élection.

## Œuvre
En 2006, elle publie le recueil de poèmes et de nouvelles Uummatima kissaa (Chaleur de mon cœur). En 2012 paraît son deuxième volume de poésie 100% esquimau inuk . Ses poèmes traitent de la langue et culture groenlandaise et du sentiment d'identité des Groenlandais.

## Vie privée
Katti Frederiksen est la fille de la femme politique Suka K. Frederiksen (en) et de Sofus Frederiksen, un éleveur de moutons. Elle est mère de trois enfants. Elle est également l'une des meilleures marathoniennes du pays. 

## Ouvrages
- (kl) Katti Frederiksen, Uummatima kissaa, Katti Frederiksen, 2006 (ISBN 978-87-991639-1-5, lire en ligne)
- (kl) Katti Frederiksen, 100% Eskimo inuk, Iperaq.Com, 2012* (ISBN 978-87-991639-2-2, lire en ligne)